# Firaxis Games
Firaxis Games è un'azienda statunitense produttrice di videogiochi. Venne fondata nel 1996 da Sid Meier e Jeff Briggs dopo che ebbero lasciato la Microprose. L'azienda si specializzò nello sviluppo di videogiochi strategici e ha sede a Hunt Valley nel Maryland (USA).
Firaxis produsse molti videogiochi come Gettysburg e Antietam, basati su famose battaglie della guerra civile americana. Sid Meier's SimGolf fu coprodotto con Will Wright famoso per aver sviluppato SimCity e The Sims. Alpha Centauri è un videogioco strategico spaziale che si svolge su un pianeta del sistema di Alpha Centauri. La società è nota per lo sviluppo di Civilization III e Civilization IV seguiti di Civilization.
Nel novembre 2004 la società realizzò Sid Meier's Pirates!, un aggiornamento di un classico sviluppato da Meier nel 1987. La versione per Xbox del gioco venne presentata nel 2005 e nel 2007 fu presentata la versione per PlayStation Portable.
Civilization IV venne iniziato alla fine del 2003 e pubblicato il 24 ottobre 2005 nel Nord America e il 4 novembre 2005 in Europa.
Il 7 novembre 2005 Take Two Interactive annunciò l'acquisizione della società. I termini dell'acquisizione non sono noti ma secondo il rapporto della SEC la Take Two pagò 26.7 milioni di dollari in denaro e azioni. L'azienda ha inoltre acquisito la possibilità di ricevere altri 11.3 milioni di dollari a seconda dell'andamento delle vendite dei futuri giochi.
Nel marzo 2006 la società venne fusa con la PopTop Software e la Frog City Software due acquisizioni della Take Two. La società rimase sotto il controllo di Sid Meier, Jeff Briggs assunse il ruolo di presidente nell'aprile 2006 ma abbandonò la società nel novembre dello stesso anno per continuare il suo lavoro di compositore e consulente.
Nell'aprile 2007 fu annunciato che Soren johnson avrebbe abbandonato la società per andare a lavorare presso l'Electronic Arts al progetto Spore, progetto sviluppato da Will Wright. Johnson era una persona chiave nella società e aveva co-sviluppato Civilization III ed era stato sviluppatore capo di Civilization IV.

## Videogiochi
Oltre ai videogiochi sviluppati internamente Firaxis ha co-sviluppato il gioco SimGolf con Will Wright per l'Electronic Arts. Molti dei titoli sviluppati dall'azienda portano nel titolo il prefisso Meier per sfruttare l'enorme fama di Sid Meier nel settore dei videogiochi. Tuttavia per comodità molti giocatori tendono a omettere il prefisso per ottenere nomi più semplici.
| Anno | Titolo                              | Piattaforme                                                                                               |
| ---- | ----------------------------------- | --- |
| 1997 | Sid Meier's Gettysburg!             | Windows                                                                                                   |
| 1999 | Sid Meier's Alpha Centauri          | Windows                                                                                                   |
| 2001 | Sid Meier's Civilization III        | Windows                                                                                                   |
| 2002 | Sid Meier's SimGolf                 | Windows                                                                                                   |
| 2004 | Sid Meier's Pirates!                | Windows, Xbox                                                                                             |
| 2005 | Sid Meier's Civilization IV         | Windows                                                                                                   |
| 2006 | Sid Meier's Railroads!              | Windows                                                                                                   |
| 2008 | Sid Meier's Civilization Revolution | Xbox 360, PlayStation 3                                                                                   |
| 2010 | Sid Meier's Civilization V          | Windows                                                                                                   |
| 2012 | XCOM: Enemy Unknown                 | Windows, Xbox 360, PlayStation 3                                                                          |
| 2016 | XCOM 2                              | Windows, Xbox One, PlayStation 4                                                                          |
| 2016 | Sid Meiers's Civilization VI        | Windows, Xbox One, PlayStation 4, Nintendo Switch, Mac OS, Linux, iOS, Android                            |
| 2020 | XCOM: Chimera Squad                 | Windows                                                                                                   |
| 2022 | Marvel's Midnight Suns              | Windows, PlayStation 5, Xbox Series X e Series S                                                          |
| 2025 | Sid Meiers's Civilization VII       | Windows, Mac OS, Linux, Nintendo Switch, PlayStation 4, PlayStation 5, Xbox One, Xbox Series X e Series S |